# Game Designers' Workshop
Game Designers' Workshop (GDW) fue una editorial de juegos de guerra y juegos de rol existente de 1973 a 1996. Muchos de sus juegos son ahora publicados por otros editores.

## Historia
Game Designers' Workshop fue fundada el 22 de junio de 1973. Los miembros fundadores fueron de Frank Chadwick, Rich Banner, Marc Miller, y Loren Wiseman. GDW adquirió la empresa Conflict Games Company de John Hill en los primeros años 70.
GDW Publicó un producto nuevo aproximadamente cada veintidós días durante más de veinte años. En un esfuerzo para eliminar la dispersión entre jugadores de rol, juegos de guerra de tablero y juegos de guerra con miniaturas, la compañía publicó RPGs con ambientaciones fantásticass junto a juegos con temas realistas que incluyen juegos de reglas para miniaturas de 15mm y 20mm ambientadas en la Guerra Civil Americana, Primera Guerra Mundial, Segunda Guerra Mundial, y la era moderna; y juegos de tablero usando estas eras como la serie de Air Superiority y Harpoon.
La compañía se disolvíó el 29 de febrero de 1996 después de sufrir problemas financieros.

## Productos

### Juegos de rol
- En Garde! (1975) - Juego de duelos a espada ambientado en la Francia del siglo XVII, a menudo arbitrado como juego por correo.
- Traveller (1977) - Un juego de ciencia ficción originalmente pensado como un conjunto de reglas para aventuras espaciales genéricas. Revisado y reestrenado como Megatraveller (1987) y con reglas completamente diferentes y una ambientación muy cambiada en Traveller: The New Era (1993)[3]
- Twilight: 2000 (1984) - Un juego de historia alternativa situado en una Europa devastada por la guerra nuclear, con aventuras y suplementos ambientados en los EE. UU. y Bangkok.
- Traveller: 2300 (1987) - Un juego de rol de ciencia ficción dura, ambientado 300 años después de la Twilight War presentada en Traveller: 2000. Traveller:2300  era más tarde rebautizado a 2300 AD en (1988) con la publicación de la segunda edición.
- Space: 1889 (1988) - juego de viajes espaciales en la era victoriana que facilitaba el entorno para el juego de rol, combates de naves espaciales de estilo steampunk y juego de guerra de miniaturas con elementos "coloniales" con elementos retro futuristas como tribus guerreras marcianas y criaturas espaciales extrañas.
- Cadillacs and Dinosaurs (1990) - Basado en el cómic underground Xenozoic Tales.
- Dark Conspiracy (1991) - un juego de rol (RPG) de horror ambientado en un futuro cercano, creado por Lester Smith.
- Dangerous Journeys (1992) - Juego de rol creado por Gary Gygax, el cocreador del sistema de Dragones & Mazmorras original.

### Juegos de mesa
| Juego                          | Año                 | Diseñador                    | Categoría | Notas                                  |
| ------------------------------ | ------------------- | ---------------------------- | --------- | -------------------------------------- |
| 1940                           | 1980                | Frank Chadwick               | wargame   | Series 120                             |
| 1941                           | 1981                | John Astell                  | wargame   | Series 120                             |
| 1942                           | 1978                | Marc Miller                  | wargame   | Series 120                             |
| 1815: The Waterloo Campaign    | 1975 (2nd ed. 1982) | Frank Chadwick               | wargame   |                                        |
| 8th Army: Operation Crusader   | 1984                | Frank Chadwick               | wargame   | Double Blind series                    |
| Battle of Agincourt - 1415 AD  | 1978                | Marc Miller                  | wargame   | Series 120                             |
| Air Strike                     | 1987                | JD Webster                   | wargame   | Air Superiority series                 |
| Air Superiority                | 1987                | JD Webster                   | wargame   | Air Superiority series                 |
| Battle of Alma                 | 1978                | Frank Chadwick               | wargame   | Series 120                             |
| Arctic Front                   | 1985                | Frank Chadwick               | wargame   | The Third World War series             |
| Assault                        | 1983                | Frank Chadwick               | wargame   | Assault series                         |
| Asteroid                       | 1980                | Frank Chadwick               | sci-fi    | Series 120                             |
| Attack in the Ardennes         | 1982                | Frank Chadwick               | wargame   |                                        |
| Avalanche                      | 1976                | Frank Chadwick               | wargame   |                                        |
| Azhanti High Lightning         | 1980                | Frank Chadwick & Marc Miller | sci-fi    | Charles S. Roberts Award winner        |
| Bar-Lev                        | 1977                | Frank Chadwick               | wargame   |                                        |
| Battle for Basra               | 1991                | Frank Chadwick               | wargame   | First Battle series                    |
| Battle Rider                   | 1994                | Frank Chadwick               | sci-fi    |                                        |
| Battlefield Europe             | 1990                | Frank Chadwick               | wargame   | First Battle series                    |
| Beda Fomm                      | 1979                | Frank Chadwick               | wargame   | Series 120                             |
| Belter                         | 1979                | Frank Chadwick               | sci-fi    |                                        |
| Blood & Thunder                | 1992                | Frank Chadwick               | wargame   | First Battle series                    |
| Bloodtree Rebellion            | 1979                | Lynn Willis                  | sci-fi    |                                        |
| Bloody Kasserine               | 1992                | Frank Chadwick               | wargame   |                                        |
| Blue Max                       | 1983                | Phil Hall                    | wargame   |                                        |
| Boots & Saddles                | 1984                | Frank Chadwick               | wargame   | Assault series                         |
| Brilliant Lances               | 1993                | David Nilsen                 | sci-fi    |                                        |
| Bundeswehr                     | 1986                | Frank Chadwick               | wargame   | Assault series                         |
| Burma                          | 1976                | Bob Fowler                   | wargame   |                                        |
| Case White                     | 1977                | Frank Chadwick               | wargame   | Europa series game VII                 |
| Chaco                          | 1973                | Marc Miller                  | wargame   |                                        |
| Chieftain                      | 1988                | Frank Chadwick               | wargame   | Assault series                         |
| Citadel                        | 1977                | Frank Chadwick               | wargame   |                                        |
| Coral Sea                      | 1974 (2nd ed. 1976) | Marc Miller                  | wargame   |                                        |
| Crimea                         | 1975                | Frank Chadwick               | wargame   |                                        |
| Dark Nebula                    | 1980                | Marc Miller                  | sci-fi    | Series 120                             |
| Desert Falcons                 | 1989                | JD Webster                   | wargame   | Air Superiority series                 |
| Double Star                    | 1979                | Marc Miller                  | sci-fi    |                                        |
| Drang Nach Osten               | 1973                | Frank Chadwick               | wargame   | Europa series game I                   |
| Eagles                         | 1974                | Loren Wiseman                | wargame   |                                        |
| En Garde!                      | 1975 (2nd ed. 1977) | Darryl Hany                  | rpg       |                                        |
| Eylau                          | 1980                | Rik Fontana                  | wargame   |                                        |
| The Fall of France             | 1981                | John Astell                  | wargame   | Europa series game VIII                |
| The Fall of Tobruk             | 1978                | Frank Chadwick               | wargame   |                                        |
| Fifth Frontier War             | 1981                | Marc Miller                  | sci-fi    |                                        |
| Fire in the East               | 1984                | John Astell                  | wargame   | Europa series game I                   |
| Great Patriotic War            | 1988                | Frank Chadwick               | wargame   |                                        |
| Guilford Courthouse            | 1978                | Greg Novak                   | wargame   | Series 120                             |
| Harpoon                        | 1987                | Larry Bond                   | wargame   |                                        |
| Harpoon: Captain's Edition     | 1990                | Larry Bond                   | wargame   |                                        |
| A House Divided                | 1981 (2nd ed. 1989) | Frank Chadwick               | wargame   | 2 time Charles S. Roberts Award winner |
| Illad                          | 1978                | Rik Fontana                  | sci-fi    |                                        |
| Imperium                       | 1977                | Marc Miller                  | sci-fi    |                                        |
| Indian Ocean Adventure         | 1978                | Marc Miller                  | wargame   |                                        |
| Invasion Earth                 | 1981                | Marc Miller                  | sci-fi    |                                        |
| Kasserine Pass                 | 1977                | Frank Chadwick               | wargame   |                                        |
| La Bataille de la Moskowa      | 1977 & 1988         | John Harshman                | wargame   |                                        |
| Last Battle                    | 1989                | Tim Ryan                     | rpg       |                                        |
| The Battle of Lobositz         | 1978                | Frank Chadwick               | wargame   | Series 120                             |
| Manassas                       | 1975 (2nd ed. 1976) | Tom Eller                    | wargame   |                                        |
| Marita-Merkur                  | 1978                | Rich Banner                  | wargame   | Europa series game III                 |
| Mayday                         | 1978                | Marc Miller                  | sci-fi    | Charles S. Roberts Award winner        |
| Battle for Midway              | 1976                | Marc Miller                  | wargame   |                                        |
| Battle for Moscow              | 1986                | Frank Chadwick               | wargame   |                                        |
| Narvik                         | 1974 (2nd ed. 1980) | Frank Chadwick               | wargame   | Europa series game IV                  |
| The Near East                  | 1983                | John Astell                  | wargame   | Europa series game IX                  |
| The Normandy Campaign          | 1983                | Ben Knight                   | wargame   | Double Blind series                    |
| Operation Crusader             | 1978                | Frank Chadwick               | wargame   |                                        |
| Operation Market Garden        | 1985                | Frank Chadwick               | wargame   | Double Blind series                    |
| Operation Crusader             | 1978                | Frank Chadwick               | wargame   |                                        |
| Over the Top                   | 1990                | Greg Novak                   | wargame   | Command Decision series rules          |
| Overlord                       | 1978                | Frank Chadwick               | wargame   |                                        |
| Pearl Harbor                   | 1977 (2nd ed. 1979) | John Prados                  | wargame   |                                        |
| Persian Gulf                   | 1986                | Frank Chadwick               | wargame   | The Third World War series             |
| Pharsalus                      | 1977                | Loren Wiseman                | wargame   |                                        |
| Phase Line Smash               | 1992                | Frank Chadwick               | wargame   | solitaire game                         |
| Port Arthur                    | 1976                | Marc Miller                  | wargame   |                                        |
| The Battle of Prague           | 1980                | Frank Chadwick               | wargame   | Series 120                             |
| The Race for Tunis             | 1992                | Frank Chadwick               | wargame   |                                        |
| The Battle of Raphia 217 BC    | 1977                | Marc Miller                  | wargame   | Series 120                             |
| Red Army                       | 1982                | John Astell                  | wargame   |                                        |
| Red Empire                     | 1990                | Frank Chadwick               | wargame   |                                        |
| Red Star / White Eagle         | 1979                | Dave Williams                | wargame   |                                        |
| Reinforcements                 | 1985                | Frank Chadwick               | wargame   | Assault series                         |
| Road to the Rhine              | 1979                | Frank Chadwick               | wargame   |                                        |
| The Sands of War Expansion Kit | 1992                | Frank Chadwick               | wargame   | First Battle series                    |
| The Sands of War               | 1991                | Frank Chadwick               | wargame   | First Battle series                    |
| Scorched Earth                 | 1987                | John Astell                  | wargame   | Europa series game II                  |
| Snapshot                       | 1979                | Marc Miller                  | sci-fi    |                                        |
| Soldier King                   | 1982                | Frank Chadwick               | wargame   |                                        |
| Southern Front                 | 1984                | Frank Chadwick               | wargame   | The Third World War series             |
| Spain & Portugal               | 1984                | Frank Chadwick               | wargame   | Europa series game X                   |
| Suez '73                       | 1981                | Frank Chadwick               | wargame   |                                        |
| SSN                            | 1975                | Stephen Newberg              | wargame   |                                        |
| Stand & Die                    | 1991                | Frank Chadwick               | wargame   | First Battle series                    |
| Tacforce                       | 1980                | Frank Chadwick               | wargame   | miniatures rules                       |
| Team Yankee                    | 1987                | Frank Chadwick               | wargame   | First Battle series                    |
| Test of Arms                   | 1988                | Larry Smith                  | wargame   | First Battle series                    |
| Tet Offensive: 1968            | 1991                | Frank Chadwick               | wargame   |                                        |
| Their Finest Hour              | 1976                | Marc Miller                  | wargame   | Europa series game V                   |
| Their Finest Hour              | 1982 & 1984         | John Astell                  | wargame   | Europa series game V                   |
| The Third World War            | 1984                | Frank Chadwick               | wargame   | The Third World War series             |
| Torch                          | 1985                | John Astell                  | wargame   | Europa series game XI                  |
| Torgau                         | 1974                | Frank Chadwick               | wargame   |                                        |
| Trenchfoot                     | 1981                | Frank Chadwick               | wargame   |                                        |
| Triplanetary                   | 1973 (2nd ed. 1981) | John Harshman, Marc Miller   | sci-fi    |                                        |
| Tsushima                       | 1976                | Marc Miller                  | wargame   |                                        |
| Unentschieden                  | 1973                | Frank Chadwick               | wargame   | Europa series game II                  |
| Verdun                         | 1978                | Marc Miller                  | wargame   |                                        |
| Western Desert                 | 1983                | John Astell                  | wargame   | Europa series game VI                  |
| White Death                    | 1979                | Frank Chadwick               | wargame   |                                        |
| Yalu                           | 1978                | John Hill                    | wargame   |                                        |

### Reglas de miniaturas
- Fire & Steel (Napoleonic Wars, 1978)
- Harpoon (modern naval combat), later developed into a computer game
- Johnny Reb (American Civil War)
- Striker (science fiction, 1983), another Traveller based game.
- Command Decision (20th Century Warfare, World War II)
- Combined Arms (Cold War, post-WWII)
- TacForce (20th Century Warfare)
- Over the Top (20th Century WWI)
- Star Cruiser (23rd Century Space Warfare) a 2300AD based game
- Sky Galleons of Mars (Space 1889 aerial Warfare)
- Soldier's Companion (Space 1889 land, air and sea warfare)
- Volley & Bayonet (Big battles in black powder era, 1994)

### Revista Grenadier
Le revista Grenadier fue la revista de casa de 1978 a 1990, con 35 entregas. Empezó como revista trimestral, pero hacia el fin fue publicada esporádicamente. A pesar de que  cubría juegos de todas las  compañías,  la mayoría del espacio de la revista estaba dedicada a juegos propios.

### Journal of the Travellers Aid Society
La Journal of the Travellers Aid Society era una revista dedicada a Traveller publicado por GDW entre 1979 y 1985.

### Challenge
Challenge fue una revista de juegos de rol que reemplazó a Journal of the Travellers Aid Society.  Cubría todos los juegos de rol de GDW, no sólo Traveller.  Fue publicado entre 1986 y 1996.

## Premios
- Best Graphics of 1976 Charles S. Roberts Award, Avalanche [4]
- Best Fantasy/Futuristic Game of 1978 Charles S. Roberts Award, Mayday [5]
- Best Miniatures Rules of 1978 H. G. Wells Award, Fire & Steel [5]
- Best Historical Figure Series of 1979 H. G. Wells Award, System Seven Napoleonics [6]
- Best Miniatures Rules of 1979 H. G. Wells Award, System Seven Napoleonics [6]
- Best Roleplaying Adventure of 1979 H. G. Wells Award, Kinunir [6]
- Best Magazine Covering Roleplaying of 1979 H. G. Wells Award, Journal of the Travellers Aid Society [6]
- Best Fantasy or Science Fiction Boardgame of 1980 Charles S. Roberts Award, Azhanti High Lightning [7]
- Best Miniatures Rules of 1980 H. G. Wells Award, Tacforce [7]
- Best Roleplaying Adventure of 1980 H. G. Wells Award, Twilights Peak [7]
- Best Professional Magazine Covering Roleplaying of 1980 H. G. Wells Award, Journal of the Travellers Aid Society [7]
- Best Pre-20th Century Boardgame of 1981 Charles S. Roberts Award, House Divided [8]
- Best Professional Roleplaying Magazine of 1981 H. G. Wells Award, Journal of the Travellers Aid Society [8]
- All Time Best Miniatures Rules for 20th Century Land Battles of 1981 H. G. Wells Award, Tacforce [8]
- Best Miniatures Rules of 1982 H. G. Wells Award, Striker [9]
- Best Roleplaying Rules of 1984 H. G. Wells Award, Twilight: 2000 [10]
- Best Miniatures Rules of 1986 H. G. Wells Award, Command Decision [11]
- Best Roleplaying Adventure of 1986 H. G. Wells Award, Going Home [11]
- Best Boardgame Covering the Period 1900-1946 of 1987 Origins Award, Scorched Earth [12]
- Best Boardgame Covering the Period 1947-Modern Day of 1987 Origins Award, Team Yankee [12]
- Best Miniatures Rules of 1987 Origins Award, Harpoon [12]
- Best Miniatures Rules of 1988 Origins Award, To The Sound of the Guns [13]
- Best Fantasy or Science Fiction Boardgame of 1988 Origins Award, Sky Galleons of Mars [13]
- Best Graphic Presentation of a Boardgame of 1988 Origins Award, Sky Galleons of Mars [13]
- Best Pre-World War Two Game of 1989 Charles S. Roberts Award, House Divided (2nd edition)
- Best Roleplaying Rules of 1993 Origins Award, Traveller: the New Era